# Umm-al-Qura-Moschee
Die Umm-al-Qura-Moschee (arabisch جامع أم القرى, DMG Ǧāmiʿ Umm al-Qurā) ist eine sunnitische Moschee im Viertel al-Ghazaliyya im Westen von Bagdad. Sie ist die größte Moschee der Stadt und die Zentrale der Moscheenverwaltung Bagdads. Der Name bedeutet Mutter aller Städte – einerseits ein Synonym für die islamische Pilgerstadt Mekka, andererseits ein Koranzitat aus Sure 6, Vers 92.

## Geschichte
Die Moschee wurde anlässlich des „Sieges“ des irakischen Diktators Saddam Hussein im Zweiten Golfkrieg errichtet. Ihr ursprünglicher Name lautete Umm al-Ma'arik („Mutter aller Schlachten“). Diesen Namen hatte Hussein dem Zweiten Golfkrieg gegeben. Der Grundstein wurde gelegt am 28. April 1998, dem 61. Geburtstag Husseins; sie wurde am 28. April 2001 fertiggestellt. Um die Moschee herum ist ein Bassin angelegt, das die Form der arabischen Welt hat. Nach Saddam Husseins Herrschaft wurde die Moschee umbenannt.
Ein im Dezember 2002 veröffentlichter Bericht der New York Times verbreitete die Interpretation, dass die äußeren vier Minarette jeweils den Lauf einer AK-47 und die inneren vier jeweils eine Scud-Rakete darstellten. Diese Lesart wurde jedoch von Architekturkritiker Deyan Sudjic als Kriegspropaganda kritisiert, die zur Legitimierung des Kriegseintritts der USA beigetragen habe.
Am 28. August 2011 drang ein als Bettler verkleideter Selbstmordattentäter in die Moschee ein und tötete mindestens 28 Menschen, darunter auch Kinder und einen Parlamentsabgeordneten.

## Weiteres
Die Moschee beherbergte auch den sogenannten Blut-Koran, der während der Diktatur Saddam Husseins angeblich mit dessen Blut geschrieben worden war. Nach Husseins Tod wurde dieser Koran aus dem Verkehr gezogen, er konnte jedoch nicht vernichtet werden, da es im Islam verboten ist, den Koran zu vernichten.